# Квонтернесс
Квонтернесс (англ. Quanterness) — гробница коридорного типа в Шотландии, на острове Мейнленд в составе Оркнейских островов, в трех километрах к западу ок Керкуолла. Раскопки Квонтернесса проводил в 1972—1974 гг. Колин Ренфрю. Датировка неизвестна, однако судя по значительному структурному сходству с гробницами типа Мейсхау, относится к докельтскому периоду истории Шотландии (см. en:Timeline of prehistoric Scotland), фаза Папа-Уэстрей, около 3700 — 2800 гг. до н. э.

## Конструкция
Курган высотой около 3 метров на северной стороне Уайдфорд-Хилла, диаметром около 30 метров. В середине находится прямоугольная камера длиной 6,1 метра и шириной 1,6 метра. В камеру (напоминает камеру гробницы Мейсхау) ведёт узкий проход с востока. В гробнице имеется сводчатый потолок и шесть симметрично расположенных боковых ниш, по две на каждой вытянутой стороне и по одной — на каждой узкой. От других гробниц подобного типа Квонтернесс отличает наличие своеобразного окна, расположенного в стене между основной камерой и боковыми нишами.

## Содержимое
Подобно Мейсхау, Квонтернесс не был заполнен землёй и щебнем после того, как сооружение перестали использовать. Единственное сооружение подобного типа, которое было заполнено — это каирн Уайдфорд (Wideford Cairn), в котором, однако, не было найдено никаких артефактов, тогда как Квонтернесс содержал достаточно большое их количество. На полу камеры Квонтернесса обнаружен толстый слой, состоящий из человеческих, животных и рыбьих костей, камней и земли. До укладки этого слоя всё сооружение было выжжено. В полу Квонтернесса обнаружено три ямы с находками. Слой костей в главной камере со временем рассеялся и попал в другие камеры и коридор. Одно из наиболее поздних захоронений было выполнено в «плоской могиле» — углублении в слое костей напротив входа. По мнению Ренфрю, значительная часть содержимого Квонтернесса сохранилась в нетронутом виде и позволяет сделать археологам далеко идущие выводы. Сам Ренфрю смог раскопать только боковые слои и около 80 % главной камеры.

## Находки
При раскопках обнаружены останки 157 человек. Примерно такое же или даже большее количество останков, по предположениям археологов, может находиться в ещё не раскопанной части гробницы (таким образом, всего в ней могло быть захоронено до 400 человек).
Артефакты были в основном разбросаны в слое костей и включали, в частности, обломки не менее 34 сосудов желобковой керамики и многочисленные виды вооружения (кремнёвые ножи, наконечники булав, костяные иглы и молот).
Доступ ко Квонтернессу для туристов закрыт.